# Ultimo bersaglio
Ultimo bersaglio è un film del 1996 diretto da Andrea Frezza.

## Trama
Venezia. Il corpo di un docente universitario ebreo viene rinvenuto nel cortile di casa. La figlia, rientrata per il funerale, cerca di scoprire il motivo del suicidio del padre. Capirà però molto presto che si tratta di un omicidio e che la verità è nascosta nel passato del professore, sopravvissuto all'Olocausto e al lager di Birkenau.

## Costi e incassi
Il film si rivelò un colossale flop al botteghino: a fronte di un finanziamento statale di 1 milione e 431 mila euro, incassò appena 14.000€ circa.